# إغور كيريف
إغور كيريف (بالروسية: Киреев, Игорь Олегович)‏ (17 فبراير 1992 بجيليزنوغورسك في روسيا - ) هو لاعب كرة قدم روسي في مركز الوسط. لعب مع أمكار بيرم وسبارتاك موسكو ونادي روستوف وسبارتاك نالتشيك.

## وصلات خارجية
- إغور كيريف على موقع قاعدة بيانات كرة القدم.إي يو (الإنجليزية)
- إغور كيريف على موقع Soccerway.com (الإنجليزية)
- إغور كيريف على موقع عالم كرة القدم.نت (الإنجليزية)
- إغور كيريف على موقع AS.com (الإسبانية)